# Natação no Campeonato Europeu de Esportes Aquáticos de 2012 - 200 m livre masculino
A prova dos 200 metros livre masculino da natação no Campeonato Europeu de Esportes Aquáticos de 2012 ocorreu nos dias 22 e 23 de maio em Debrecen na Hungria. 

## Calendário
| Fase          | Data       | Hora  |
| ------------- | ---------- | ----- |
| Eliminatórias | 22 de maio | 09:30 |
| Semifinal     | 22 de maio | 18:10 |
| Final         | 23 de maio | 17:47 |

Todos os horários estão no horário local (UTC+1)

## Recordes
Antes desta competição, os recordes eram os seguintes:
| Recorde mundial       | Paul Biedermann           | 1:42.00 | Roma   | 28 de julho de 2009 |
| Recorde europeu       | Paul Biedermann           | 1:42.00 | Roma   | 28 de julho de 2009 |
| Recorde do campeonato | Pieter van den Hoogenband | 1:44.89 | Berlim | 2 de agosto de 2002 |

## Medalhistas
| Ouro                  | Prata                | Bronze              |
| Paul Biedermann (GER) | Amaury Leveaux (FRA) | Dominik Kozma (HUN) |

## Resultados

### Eliminatórias
Esses foram os resultados das eliminatórias. 
| Pos. | Bateria | Raia | Nadador                  | Nacionalidade | Tempo   | Notas |
| ---- | ------- | ---- | ------------------------ | ------------- | ------- | ----- |
| 1    | 7       | 4    | Paul Biedermann          | Alemanha      | 1:47.39 | Q     |
| 2    | 3       | 7    | Dominik Kozma            | Hungria       | 1:47.52 | Q     |
| 3    | 6       | 3    | Nimrod Shapira Bar-Or    | Israel        | 1:48.93 | Q     |
| 4    | 5       | 5    | Tim Wallburger           | Alemanha      | 1:49.04 | Q     |
| 5    | 5       | 1    | Riccardo Maestri         | Itália        | 1:49.13 | Q     |
| 6    | 5       | 6    | Alex di Giorgio          | Itália        | 1:49.21 | Q     |
| 7    | 5       | 3    | Viacheslav Andrusenko    | Rússia        | 1:49.24 | Q     |
| 8    | 6       | 2    | Marco Belotti            | Itália        | 1:49.30 |       |
| 9    | 6       | 6    | Gianluca Maglia          | Itália        | 1:49.32 |       |
| 10   | 7       | 2    | Pieter Timmers           | Bélgica       | 1:49.52 | Q     |
| 11   | 7       | 5    | Robert Renwick           | Reino Unido   | 1:49.55 | Q     |
| 12   | 6       | 8    | Dorde Marković           | Sérvia        | 1:49.57 | Q     |
| 13   | 5       | 7    | Norbert Trandafir        | Roménia       | 1:49.69 | Q     |
| 14   | 7       | 6    | Dimitri Colupaev         | Alemanha      | 1:49.78 |       |
| 15   | 7       | 7    | Glenn Surgeloose         | Bélgica       | 1:49.88 | Q     |
| 16   | 5       | 2    | Pavel Medvetskiy         | Rússia        | 1:50.19 | Q     |
| 17   | 5       | 4    | Dominik Meichtry         | Suíça         | 1:50.20 | Q     |
| 18   | 7       | 3    | Clemens Rapp             | Alemanha      | 1:50.29 |       |
| 19   | 4       | 5    | Radovan Siljevski        | Sérvia        | 1:50.34 | Q     |
| 20   | 6       | 4    | Amaury Leveaux           | França        | 1:50.38 | Q     |
| 21   | 4       | 3    | Kemal Arda Gural         | Turquia       | 1:50.40 | =     |
| 22   | 6       | 7    | Lorys Bourelly           | França        | 1:50.45 |       |
| 23   | 6       | 1    | Tiago Andre Venancio     | Portugal      | 1:50.56 |       |
| 24   | 7       | 8    | Christian Scherübl       | Áustria       | 1:50.83 |       |
| 25   | 6       | 5    | Jérémy Stravius          | França        | 1:50.91 |       |
| 26   | 3       | 1    | Gard Kvale               | Noruega       | 1:51.15 |       |
| 27   | 3       | 3    | Radoslaw Bor             | Polónia       | 1:51.30 |       |
| 28   | 4       | 8    | Jean-Baptiste Febo       | Suíça         | 1:51.34 |       |
| 29   | 4       | 4    | Pholien Systermans       | Bélgica       | 1:51.49 |       |
| 30   | 4       | 7    | Balázs Zámbó             | Hungria       | 1:51.62 |       |
| 31   | 3       | 8    | Stefan Šorak             | Sérvia        | 1:51.63 |       |
| 32   | 4       | 2    | Alexander Selin          | Rússia        | 1:51.66 |       |
| 33   | 4       | 1    | Uvis Kalnins             | Letônia       | 1:51.68 |       |
| 34   | 3       | 4    | Filip Bujoczek           | Polónia       | 1:51.71 |       |
| 35   | 2       | 4    | Danas Rapšys             | Lituânia      | 1:51.92 |       |
| 36   | 3       | 5    | Simonas Bilis            | Lituânia      | 1:52.03 |       |
| 37   | 3       | 6    | Květoslav Svoboda        | Chéquia       | 1:52.10 |       |
| 38   | 4       | 6    | Luis Emanuel Vaz         | Portugal      | 1:52.17 |       |
| 39   | 7       | 1    | Pawel Werner             | Polónia       | 1:52.19 |       |
| 40   | 1       | 5    | Evgheni Coroliuc         | Moldávia      | 1:52.61 |       |
| 41   | 2       | 2    | Jean-François Schneiders | Luxemburgo    | 1:53.71 |       |
| 42   | 5       | 8    | Mario Alexandre Pereira  | Portugal      | 1:53.88 |       |
| 43   | 2       | 3    | Marco Aldabe-Bomstad     | Noruega       | 1:54.34 |       |
| 44   | 2       | 6    | Ole-Martin Ree           | Noruega       | 1:55.03 |       |
| 45   | 1       | 4    | David Gamburg            | Israel        | 1:55.17 |       |
| 46   | 3       | 2    | Irakli Revishvili        | Geórgia       | 1:55.37 |       |
| 47   | 2       | 7    | Aleksandar Nikolov       | Bulgária      | 1:57.36 |       |
| 48   | 1       | 3    | Hedin Olsen              | Ilhas Feroé   | 2:04.26 |       |
| 49   | 2       | 5    | Michal Szuba             | Polónia       | DNS     |       |

### Semifinal
Esses foram os resultados das semifinais. 
Semifinal 1
| Pos. | Raia | Nadador          | Nacionalidade | Tempo   | Notas |
| ---- | ---- | ---------------- | ------------- | ------- | ----- |
| 1    | 4    | Dominik Kozma    | Hungria       | 1:47.59 | Q     |
| 2    | 5    | Tim Wallburger   | Alemanha      | 1:47.90 | Q     |
| 3    | 1    | Dominik Meichtry | Suíça         | 1:48.35 | Q     |
| 4    | 8    | Amaury Leveaux   | França        | 1:48.38 | Q     |
| 5    | 6    | Pieter Timmers   | Bélgica       | 1:49.25 |       |
| 6    | 3    | Alex di Giorgio  | Itália        | 1:49.32 | Q     |
| 7    | 2    | Dorde Marković   | Sérvia        | 1:49.69 |       |
| 8    | 7    | Glenn Surgeloose | Bélgica       | 1:49.79 |       |

Semifinal 2
| Pos. | Raia | Nadador               | Nacionalidade | Tempo   | Notas |
| ---- | ---- | --------------------- | ------------- | ------- | ----- |
| 1    | 4    | Paul Biedermann       | Alemanha      | 1:47.92 | Q     |
| 2    | 2    | Robert Renwick        | Reino Unido   | 1:48.89 | Q     |
| 3    | 6    | Viacheslav Andrusenko | Rússia        | 1:49.03 | Q     |
| 4    | 7    | Norbert Trandafir     | Roménia       | 1:49.57 |       |
| 5    | 5    | Nimrod Shapira Bar-Or | Israel        | 1:49.69 |       |
| 6    | 8    | Radovan Siljevski     | Sérvia        | 1:50.11 |       |
| 7    | 3    | Riccardo Maestri      | Itália        | 1:50.49 |       |
| 8    | 1    | Pavel Medvetskiy      | Rússia        | 1:51.20 |       |

### Final
Esse foi o resultado da final. 
| Pos.              | Raia | Nadador               | Nacionalidade | Tempo   | Notas |
| ----------------- | ---- | --------------------- | ------------- | ------- | ----- |
| Medalha de ouro   | 3    | Paul Biedermann       | Alemanha      | 1:46.27 |       |
| Medalha de prata  | 2    | Amaury Leveaux        | França        | 1:47.69 |       |
| Medalha de bronze | 4    | Dominik Kozma         | Hungria       | 1:47.72 |       |
| 4                 | 5    | Tim Wallburger        | Alemanha      | 1:47.75 |       |
| 5                 | 6    | Dominik Meichtry      | Suíça         | 1:48.53 |       |
| 6                 | 1    | Viacheslav Andrusenko | Rússia        | 1:49.34 |       |
| 7                 | 8    | Alex di Giorgio       | Itália        | 1:49.45 |       |
| 8                 | 7    | Robert Renwick        | Reino Unido   | 1:49.57 |       |

Legenda
| Recorde mundial       | Recorde mundial (World record)               |                       | Recorde africano                      | Recorde africano (African) |                                           | Q | Classificado por posição (Qualified) |
| Recorde do campeonato | Recorde do campeonato (Championship record)  | Recorde da América    | Recorde da América (Americas)         | q                          | Classificado por melhor tempo (Qualified) |   |                                      |
| Melhor marca do ano   | Melhor marca do ano (World leading)          | Recorde asiático      | Recorde asiático (Asian)              | DNS                        | Não largou (Did not start)                |   |                                      |
| Recorde nacional      | Recorde nacional (National record)           | Recorde europeu       | Recorde europeu (European)            | DNF                        | Não terminou (Did not finish)             |   |                                      |
| Recorde pessoal       | Recorde pessoal do atleta (Personal best)    | Recorde da Oceania    | Recorde da Oceania (Oceania)          | DSQ / DQ                   | Desclassificado (Disqualified)            |   |                                      |
| Recorde da temporada  | Recorde da temporada do atleta (Season best) | Recorde sul-americano | Recorde sul-americano (South America) | NM                         | Sem marca (No mark)                       |   |                                      |